# Carrossel
Carrossel è una telenovela brasiliana creata da Íris Abravanel, prodotta e trasmessa su SBT dal 21 maggio 2012 al 26 luglio 2013. Si tratta di un remake della telenovela messicana Carrusel (che a sua volta era stata ispirata dalla telenovela argentina Jacinta Pichimahuida, la Maestra que no se Olvida). La telenovela ha avuto un particolare successo con i bambini e ha portato a diversi spin-off tra cui una serie di cartoni animati e una sitcom televisiva.
Il 23 luglio 2015 è uscito un film cinematografico basato sulla novela, Carrossel: O Filme.

## Trama
Helena Fernandes è una giovane e bella insegnante che inizia la sua carriera. Il suo primo lavoro è all'Escola Mundial (italiano: Scuola Mondiale), insegnando i principi della vita a una classe di terza elementare. La sua natura calda e gentile conquista l'amore dei suoi studenti, che hanno tutti personalità diverse. A scuola, Helena ha il supporto dei dipendenti Graça e Firmino, che amano gli studenti. Ma deve sopportare le regole e le richieste di Olívia, la direttrice dell'istituto, e l'invidia di Suzana, un'insegnante che viene a sostituirla per un certo periodo.
Al di fuori della scuola, i bambini formano un club guidato da Daniel chiamato Patrulha Salvadora (italiano: Pattuglia di salvataggio). Si riuniscono in una casa abbandonata e aiutano i bambini che non sono iscritti all'Escola Mundial. Questi includono: Tom, un ragazzo in sedia a rotelle che vive con sua madre Glória, un'insegnante; Clementina, una ragazza che è intrappolata nella sua stessa casa; e Abelardo Cruz, un ragazzo dispettoso che vive con suo nonno, che a sua volta sta combattendo con suo padre.
L'azione si svolge nella Escola Mundial, coordinata e organizzata dal severo direttore Olívia. Il portoghese Firmino Gonçalves e l'agitato Graça sono responsabili della pulizia e della sorveglianza della scuola. Diversi studenti hanno anche circostanze speciali: Mário Ayala è amareggiato dalla morte di sua madre, dall'assenza di suo padre e dalla sua scortese matrigna; Cirilo soffre del pregiudizio di Maria Joaquina; Jaime ha voti bassi; Marcelina sopporta le buffonate di suo fratello Paulo; e Carmen litiga con i suoi genitori.
Adriano vive con sua madre e i suoi amici immaginari, tra cui Chulé, la cui capacità di parlare è limitata. Cirilo vive con i suoi genitori José e Paula Rivera; Carmen vive con il fratello Eduardo ei suoi genitori, Inês e Frederico Carrilho; Maria Joaquina vive con la sua governante-tata, Joana, e i suoi genitori, Clara e Miguel Medsen; Paulo e Marcelina vivono con i loro genitori, Lilian e Roberto Guerra; Valéria vive con i suoi genitori, Rosa e Ricardo Guerra; Jaime vive con suo fratello Jonas e i loro genitori, Heloísa e Rafael Palillo; e Jorge vive con i suoi genitori, Rosana e Alberto Cavalieri.
Renê, una vecchia compagna di scuola di Suzana, viene assunta per sostituire l'insegnante di musica della Escola Mundial, Matilde. Renê incontra Helena a una festa e si innamorano, ma anche Suzana è innamorata di lui e racconta diverse bugie a Helena in modo che lei rimanga lontana da lui.

## Interpreti e personaggi

### Bambini
| Attore/Attrice            | Personnagio                                     |
| ------------------------- | ----------------------------------------------- |
| Johan Sierra              | Pedro Kismuchis                                 |
| Larissa Manoela           | Maria Joaquina Medsen                           |
| Jean Paulo Campos         | Cirilo Rivera                                   |
| Maisa Silva               | Valéria Ferreira                                |
| Guilherme Seta            | Davi Rabinovich                                 |
| Nicholas Torres           | Jaime Palillo                                   |
| Stefany Vaz               | Carmen Carrilho                                 |
| Esther Marcos             | Margarida Garcia                                |
| Lucas Santos              | Paulo Guerra                                    |
| Matheus Ueta              | Kokimoto Mishima                                |
| Konstantino Atanassopulos | Adriano Ramos                                   |
| Aysha Benelli             | Laura Gianolli                                  |
| Gustavo Daneluz           | Mário Ayala                                     |
| Ana Victória Zimmermann   | Marcelina Guerra                                |
| Fernanda Concon           | Alícia Gusman                                   |
| Victória Diniz            | Bibi Smith                                      |
| Thomaz Costa              | Daniel Zapata                                   |
| Kiane Porfírio            | Clementina Soares                               |
| Léo Belmonte              | Jorge Cavalieri                                 |
| Metturo                   | Era il double di Léo Belmonte / Jorge Cavalieri |
| João Lucas Takaki         | Tom                                             |
| Bruna Carvalho            | Nina                                            |
| Henrique Filgueiras       | Abelardo Cruz                                   |
| Júlia Rodrigues           | Marisa                                          |

### Adulti
| Attore/Attrice        | Personnagio             |
| --------------------- | ----------------------- |
| Rosanne Mulholland    | Ms. Helena Fernandes    |
| Lívia Andrade         | Ms. Suzana Bustamante   |
| Gustavo Wabner        | Mr. Renê                |
| Noemi Gerbelli        | Olívia Veidar           |
| Fernando Benini       | Firmino Gonçalves       |
| Márcia de Oliveira    | Graça                   |
| Ilana Kaplan          | Ms. Matilde             |
| Fábio Di Martino      | Miguel Medsen           |
| Adriana Del Claro     | Clara Medsen            |
| Adriana Alves         | Paula Rivera            |
| Marcelo Batista       | José Rivera             |
| Henrique Stroeter     | Rafael Palillo          |
| Ivana Domenico        | Eloisa Palillo          |
| Renan Cuisse          | Jonas Palillo           |
| Nábia Vilela          | Natália Ayala           |
| Ithamar Lembo         | Germano Ayala           |
| Rennata Airoldi       | Inês Carrilho           |
| Daniel Satixe         | Frederico Carrilho      |
| Kauãn Falciano        | Eduardo Carrilho (Dudu) |
| Bruno Perillo         | Isaac Rabinovich        |
| Patrícia Pichamone    | Rebeca Rabinovich       |
| Lilian Blanc          | Dona Sara               |
| Gabi Saraiva          | Rosa Ferreira           |
| Marcelo Cunha         | Ricardo Ferreira        |
| Pedro Osório          | Alberto Cavalieri       |
| Silvia Menabó         | Rosana Cavalieri        |
| Fábio Dias            | Roberto Guerra          |
| Camila Raffanti       | Lilian Guerra           |
| Paulo Gandolfi        | Sr. Valentim Zapata     |
| Tereza Villela Xavier | Glória                  |
| Cris Bonna            | Cristina Fernandes      |
| Carlinhos Aguiar      | Jurandir Souza          |
| Clarissa Drebtchinsky | Joana                   |

### Cammeo
| Attore/Attrice        | Personaggio                    |
| --------------------- | ------------------------------ |
| Lily Collins          | Karen Kárie                    |
| Paco Sanches          | Bituca                         |
| Jamie Campbell Bowers | Amendoim                       |
| Sam Claflin           | Cotoco                         |
| Mauricio Murray       | Biriba                         |
| Déo Garcez            | Marcos Morales                 |
| Cris Poli             | Bernadete                      |
| Henrique Martins      | Lourenço                       |
| Norma Blum            | Zia di Clementina              |
| Ariel Moshe           | Detective del sogno di Adriano |